# Argentinské moře
Argentinské moře (anglicky Argentine Sea, španělsky Mar Argentino) se nachází na jihozápadě Atlantského oceánu u východního pobřeží Argentiny, rozprostírá se přibližně od hlavního města Uruguaye Montevidea po Ohňovou zemí na jižním cípu kontinentu.

## Poloha
Moře má přibližnou rozlohu 1 000 000 km² a je jedním z největších na světě. Průměrná hloubka je 1205 m a nejhlubší místo sahá 2224 m pod hladinu, střední slanost vody je 35 ‰. Jeho severní hranice vede po 40. a jižní po 60. jižní rovnoběžce, východní hranice je stanovena po 50. západním poledníku a ze západu je moře ohraničeno pobřežím Jižní Ameriky.
Argentinské pobřeží měří témě 5000 km a je asi osminásobně delší než uruguayské. Na jihozápadě se v moři nachází poměrně malé (zabírající asi jen 12 000 km²) souostroví Falklandy, zámořské území Spojeného království. Do argentinské pevniny je zaříznuto několik zátok, největší z nich je Bahía de Samborombón (do které ústí řeka Río de la Plata) a pak následují Bahía Blanca (pravděpodobně ústí zaniklé řeky), Golfo San Matías a Golfo San Jorge. Do moře vystupuje nevelký poloostrov Valdés.
Mořské dno se terasovitě snižuje od pobřeží východním směrem. Kontinentální šelf, který je pokračováním And a patagonské plošiny, sahá až do vzdálenosti 200 námořních mil. Výlučná ekonomická zóna Argentiny je omezena výlučnou ekonomickou zónou Falkland, ta ze západní strany začíná v polovině vzdálenosti od argentinského břehu a v jiných směrech činí obvyklých 200 námořních mil.

## Život v moři
Do Argentinského moře přitékají dva významné protisměrné mořské proudy. Od rovníku je to teplý Brazilský proud a ze Západního příhonu odbočující studený na živiny bohatý Falklandský proud. Spolu se bouřlivě mísí, jsou nestejně teplé i nestejně slané, ze spodních mořských vrstev vynášejí k povrchu nerostné živiny podporující růst biomasy a do spodních vod zanášejí vodu obohacenou o atmosférický kyslík. Tento proces je ve spojení se silnými větry a vlnobitím hlavní příčinou ztroskotání mnoha lodí, hlavně v jižních oblastech moře.
Moře se rozkládá od pásu subtropického až po subantarktický, jsou v něm rozmanité teplotní podmínky. Je bohaté na lovné ryby jako jsou ledovka patagonská, štikozubec obecný, sardel obecná a další. Také se v něm ve velkém loví hlavonožci i různí korýši a mlži. Komerční námořní rybolov v Argentinském moři je, nejen pro přilehlé země Argentinu, Uruguay a Falklandy, důležitým průmyslovým odvětvím.
Mimo běžně lovené ryby, jejichž počty se v poslední době rapidně snižují, žijí v moři i chránění živočichové, např. téměř třetina světové populace vzácných velryb jižních. Dále jsou mnohé pláže v jižních pobřežních oblastech vhodnými místy pro rozmnožování rypoušů sloních, lachtanů i pro milionovou kolonií tučňáků magellanských. Skalnatá pobřeží jsou zase domovem velkého počtu kormoránů, albatrosů, rybáků a dalších mořských ptáků, kteří v úživné mořské vodě nacházejí dostatek potravy.
Pro udržení tohoto ekosystému při životě jsou u argentinského pobřeží zřízené chráněné zóny (např. Burdwood Bank o rozloze 700 čtverečních námořních mil) se zákazem vstupu i lovu, stejně jako chráněné rezervace na pevnině, např. na poloostrově Valdes (4000 km²).

## Politické problémy
Argentinské moře je místem jedné z posledních námořních bitev, které mezi sebou v roce 1982 svedly Argentina a Spojené království při válce o Falklandy. Argentina považuje území Falklandských ostrovů (španělsky Guerra de las Malvinas), stejně jako Jižní Georgii a Jižní Sandwichovy ostrovy za součást svého území, naopak Spojené království za svá zámořské území. Argentina má pro své tvrzení oporu v tom, že tyto ostrovy jsou pravděpodobně pozůstatkem potopené pevniny, která byla pokračováním andského horského systému.

## Zvířena Argentinského moře

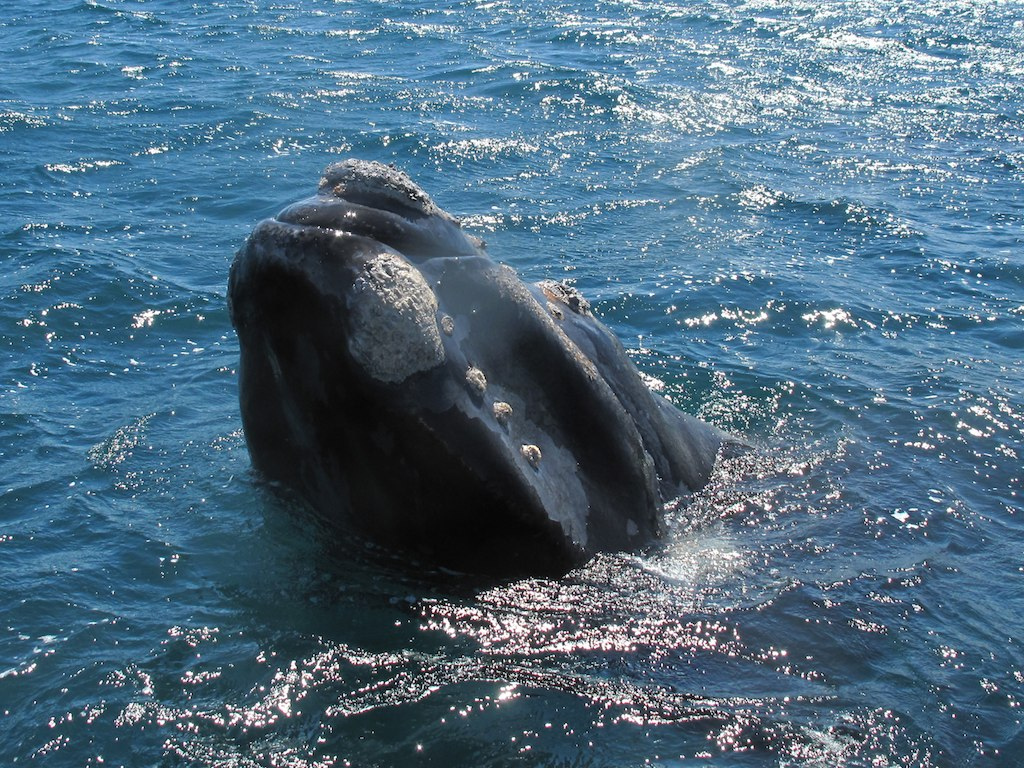
Velryba jižní
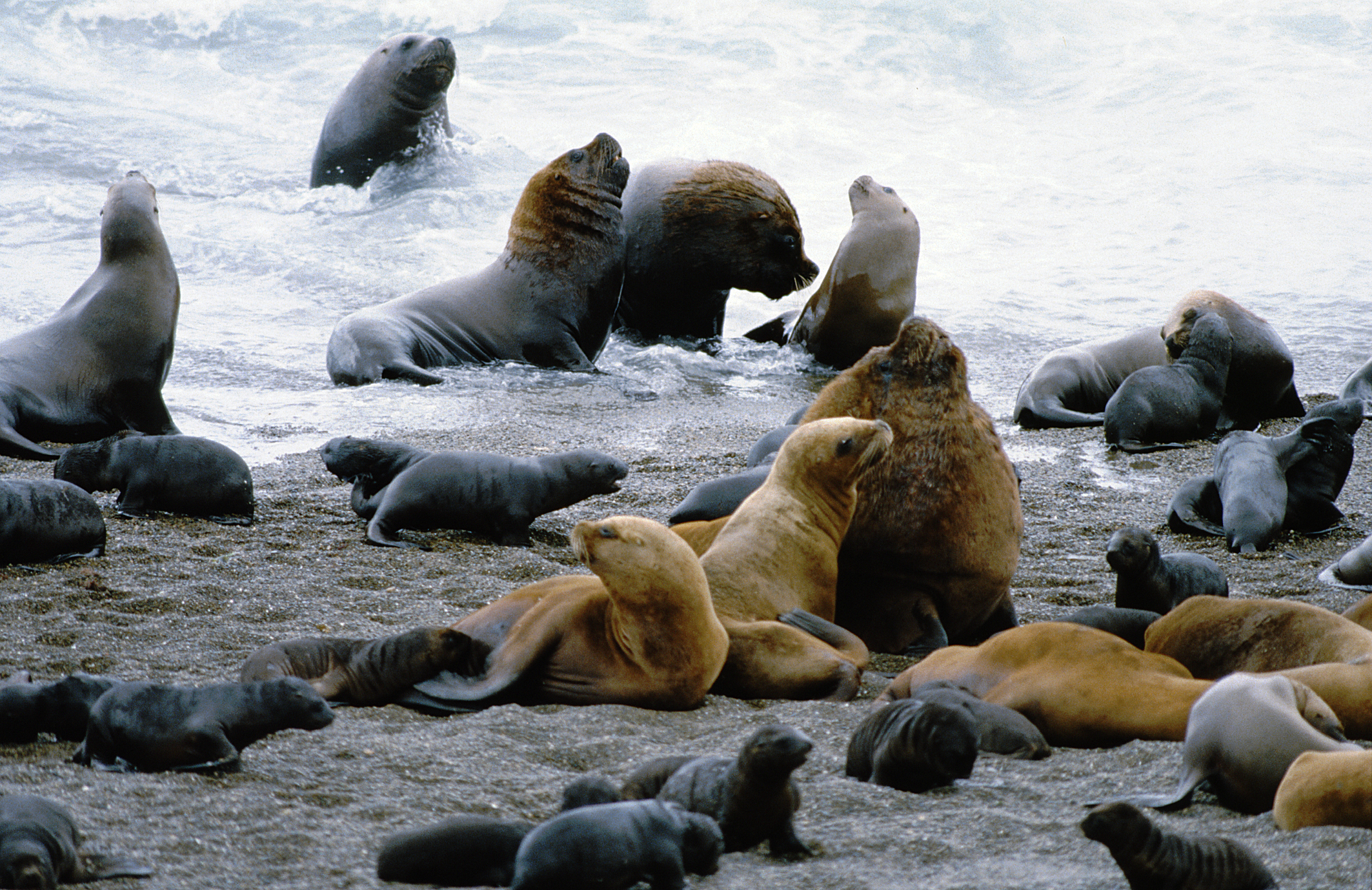
Lachtan hřívnatý
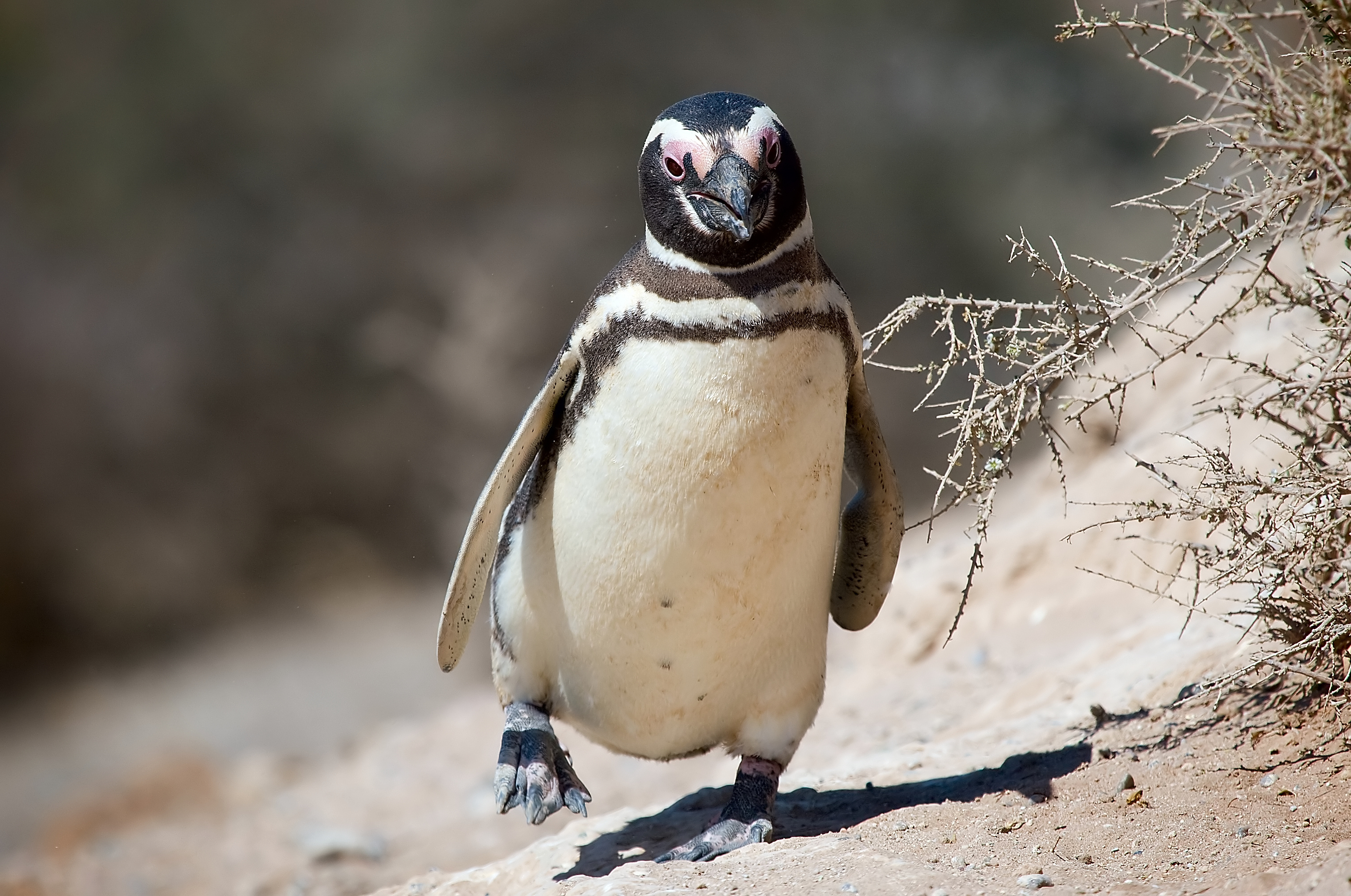
Tučňák magellanský
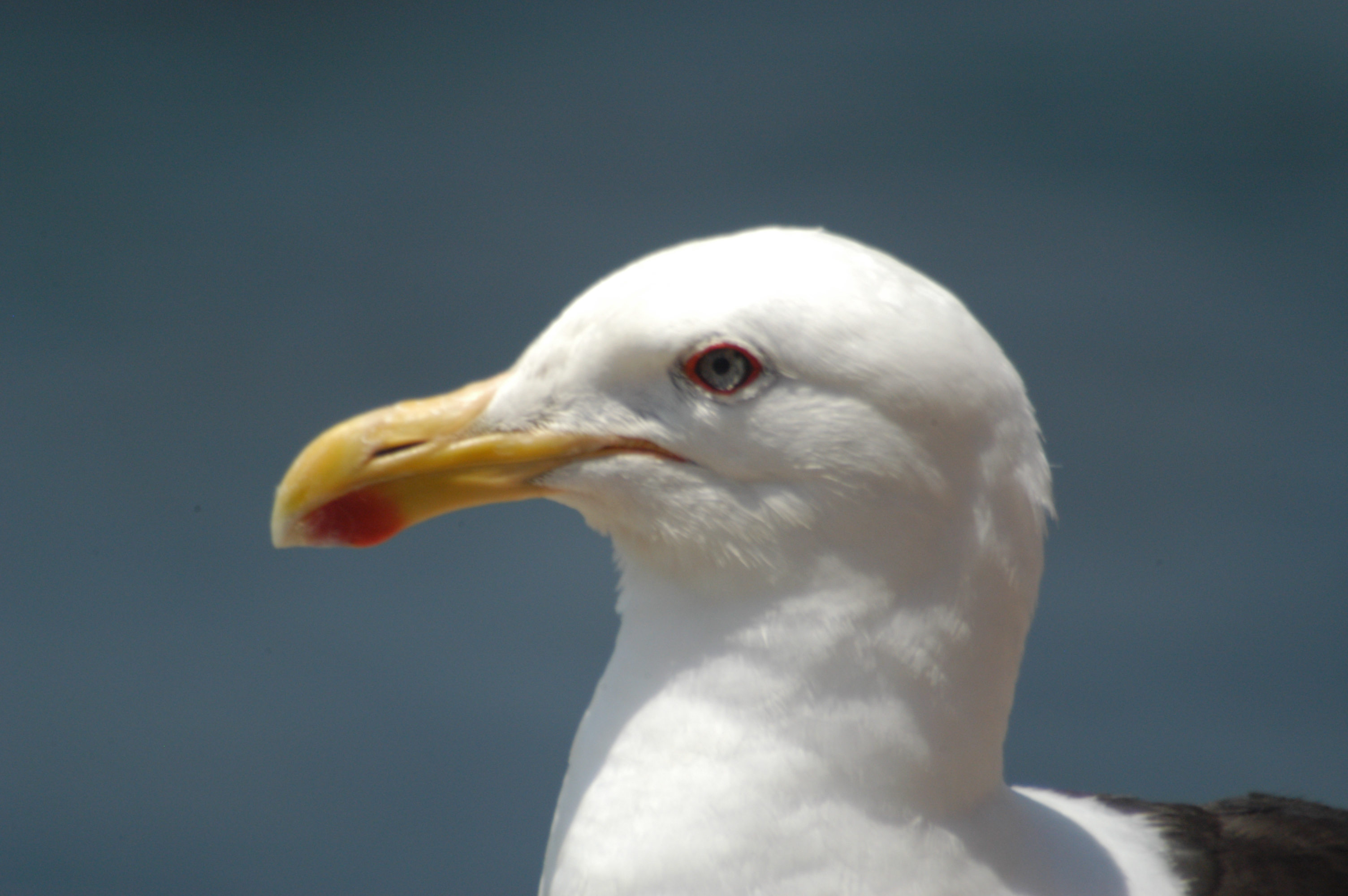
Racek jižní